# Затуловская, Ирина Владимировна
Ирина Владимировна Затуловская (род. 1954, Москва, СССР) — российская художница, работающая в стиле арте повера, член Союза художников СССР (1979).

## Биография
Родилась в 1954 году в Москве в творческой семье.
С 1966 года училась в Детской художественной школе на Красной Пресне, в с 1971 по 1976 годы — в Московском полиграфическом институте.
В 1979 году вступила в Московское отделение Союза художников СССР. В 1997 году избрана в Финляндии Художником года.
В 2004 году награждена премией «Мастер».

## Творчество
Ей удалось прорваться к искусству в чистом виде, берет железку и почти ничего в неё не добавляет, возьмет две красочки, чуть-чуть помажет, и вот он, художественный образ... У неё ясное детское зрение на мир сохранилось, вернее, восстановилось. Нет никакого обмана.
В период 1997—1998 годов художница выполнила дизайн и элементы керамического убранства в гроте старого гранитного карьера на территории Покровского братства в местечке Йорвас, близ Хельсинки, где по её проекту была устроена часовня в честь святой Елизаветы Федоровны.
Работы художницы находятся в Государственной Третьяковской галерее (Москва); Государственном Русском музее (Санкт-Петербург); Государственном музее изобразительных искусств имени Пушкина (Москва); Московском музее современного искусства; Государственном центре современного искусства (Москва); Новосибирском государственном художественном музее, Городском художественном музее и Музее современного искусства Kiasma (Хельсинки, Финляндия); Городском музее Варшавы (Польша); Музее современного искусства в Тренто и Роверето (Италия); а также в других музеях и собраниях в России и других странах.

## Семья
- Дед — Сергей Павлович Михайлов, преподавал в художественной школе
- Мать — художница Раиса Сергеевна Затуловская (урождённая Михайлова, род. 1924).

## Выставки
Избранные персональные выставки:
- 1986 — Дом архитектора, Москва;
- 1989 — «Праздники», Raab Gallery, Лондон, Англия;
- 1990 — Gallery 369, Эдинбург, Шотландия;
- 1991 — Galerie Kaj Forsblom, Хельсинки, Финляндия;
- 1992 — Galleri Lars Bohman, Стокгольм, Швеция;
- 1994 — «Стихии», Galleri Lars Bohman, Стокгольм, Швеция;
- 1995 — «Иркин дом», галерея «Роза Азора», Москва;
- 1996 — «Russian Retablos», Galleri Lars Bohman, Стокгольм, Швеция;
- 1998 — «Часовня и вокруг», Galerie Anhava, Хельсинки, Финляндия;
- 1998 — «Таблетки», галерея «Манеж», Москва;
- 1999 — Galerie Anhava, Хельсинки, Финляндия;
- 2000 — галерея «Митьки-ВХУТЕМАС», Петербург;
- 2001 — Egg, Лондон, Англия;
- 2002 — «Неглинка пропащая», галерея «Улица О. Г. И.», Москва;
- 2003 — «Опыты», Государственный Русский музей, Петербург;
- 2004 — Русская галерея, Таллинн, Эстония;
- 2005 — Leila’s Shop, Лондон, Англия;
- 2005 — Fondazione Orestiadi, Гибеллина, Италия;
- 2005 — «Картины на металле», Matthew Bown Gallery, Лондон, Англия;
- 2006 — «И. З. Классики», Государственный музей архитектуры им. Щусева, Москва;
- 2006 — «Два сарафана», Galerie Kaj Forsblom, Хельсинки, Финляндия;
- 2007 — «Люди и звери», Nina Lumer Galleria, Милан, Италия;
- 2008 — «Четвертая Сибирь», галерея «Проун», Москва;
- 2008 — «Двадцать лет спустя», Galerie Forsblom, Хельсинки, Финляндия.
- 10 июня — 13 июля 2014 — «К поэту в гости», музей Анны Ахматовой в Фонтанном доме, Санкт-Петербург
- 2015 — «Жестяные стихи. Ирина Затуловская. Вечер памяти Бориса Слуцкого», открытый клуб, Москва
- 18 февраля 2016 — «Обратная перспектива», Третьяковская галерея[9].
- 22 августа 2016 — Дом-музей Бориса Пастернака в Переделкине.

Групповые выставки:
- 13 августа 2004 — «Три сестры», музей фресок Дионисия, Вологда (с Лена Кронквист (Швеция), Оути Хейсканен (Финляндия)[10].